# エクトル・ヒメネス
エクトル・ヒメネス（Héctor Jiménez, 1973年12月14日 - ）は、メキシコ出身の俳優である。

## 出演作品

### 映画
- シャークトパス
- Mr.ゴールデン・ボール/ 史上最低の盗作ウォーズ（ロニー）
- 闇の列車、光の旅
- 鉄板英雄伝説
- ナチョ・リブレ　覆面の神様（スティーブン）
- イノセント・ボイス 12歳の戦場
- 俺たちサボテン・アミーゴ